# Magong
Magong is een stad in Taiwan en is de hoofdstad van het arrondissement (xiàn) Penghu.
Magong telt ongeveer 55.000 inwoners en ligt op het grootste eiland van de Penghu-eilanden, Penghu.
Magong is de enige Taiwanese stadsgemeente (市, shi) die niet op het hoofdeiland ligt.